# 江差ラジオ中継局
江差ラジオ中継局（えさしラジオちゅうけいきょく）は、北海道檜山郡江差町にある中波ラジオ中継局である。

## 概要
当中継局は、江差町にあり、檜山管内南部（江差町・上ノ国町・厚沢部町・乙部町・せたな町大成区・八雲町熊石地区）に電波を発射している。

### NHK
ラジオ第1は、以前は1026kHz/100W（日本独自の小電力中継局用チャンネル「Rチャンネル」）であったが、近隣国等からの混信対策により、2003年（平成15年）3月7日に792kHz/300Wに周波数変更・増力をし、更に翌年3月にも同周波数で500Wに増力した。
ラジオ第2は日本独自の小電力中継局用チャンネル「Rチャンネル」が割当られている。

### HBCラジオ
檜山管内各町による難聴対策や地域密着の体制づくりを目的として1991年（平成3年）10月に中継局（試験電波発射は8月下旬）を開局させた。

### STVラジオ
檜山管内各町による難聴対策を目的として、前身の札幌テレビ放送により1991年（平成3年）10月に中継局（試験電波発射は8月下旬）を開局させた。2005年（平成17年）10月に子会社のSTVラジオに放送免許を譲渡した。

### 年表
- 年月日不明 - NHK、ラジオ第1の中継所を開局
- 年月日不明 - NHK、ラジオ第2の中継所を開局
- 1953年（昭和28年）3月 - NHKラジオ第1に呼出符号「JOVQ」が付与される
- 1955年（昭和30年）11月 - NHKラジオ第2に呼出符号「JOVZ」が付与される
- 1957年（昭和32年）12月 - NHKラジオ第2の呼出符号が取り消しになる
- 1958年（昭和33年）3月 - NHKラジオ第1の呼出符号が取り消しになる
- 1991年（平成3年）
  - 8月下旬 - HBCラジオ、STVラジオ（札幌テレビ放送）の試験放送が始まる
  - 10月1日 - HBCラジオ、STVラジオ（札幌テレビ放送）の中継所開局
- 2003年（平成15年）3月7日 - NHKラジオ第1の周波数を792kHzに変更し、300Wに増力
- 2004年（平成16年）3月 - NHKラジオ第1を500Wに増力

## 中継局送信施設概要
| 周波数 （kHz） | 放送局名    | 呼出符号 | 空中線 電力 | 放送対象地域 | 放送区域 内世帯数 | 所在地等   |
| -------------- | ----------- | -------- | ----------- | ------------ | ----------------- | ---------- |
| 792            | NHK 函館第1 | なし     | 500W        | 北海道       | -                 | 桧岱地区   |
| 882            | STVラジオ   | なし     | 1kW         | 北海道       | -                 | 田沢地区   |
| 1269           | 北海道放送  | JOFM     | 1kW         | 北海道       | -                 | 伏木戸地区 |
| 1359           | NHK 函館第2 | なし     | 100W        | 全国         | -                 | 桧岱地区   |

## その他
- かつては、NHKラジオ第1・2両局に呼出符号が存在した。第1には1953年3月から1958年3月までJOVQを、第2には1955年11月から1957年12月までJOVZを、それぞれ付与されていた。その後、呼出符号JOVQは、1972年5月15日（沖縄の本土復帰日）から1976年12月21日までJOVQ-TVとしてNHK沖縄放送局宮古放送局に再付与された。

- 北海道胆振東部地震のブラックアウトの影響を受け、2018年（平成30年）9月7日 3:22から4:44の間、民放局1局が停波した[4]。